# Ruka

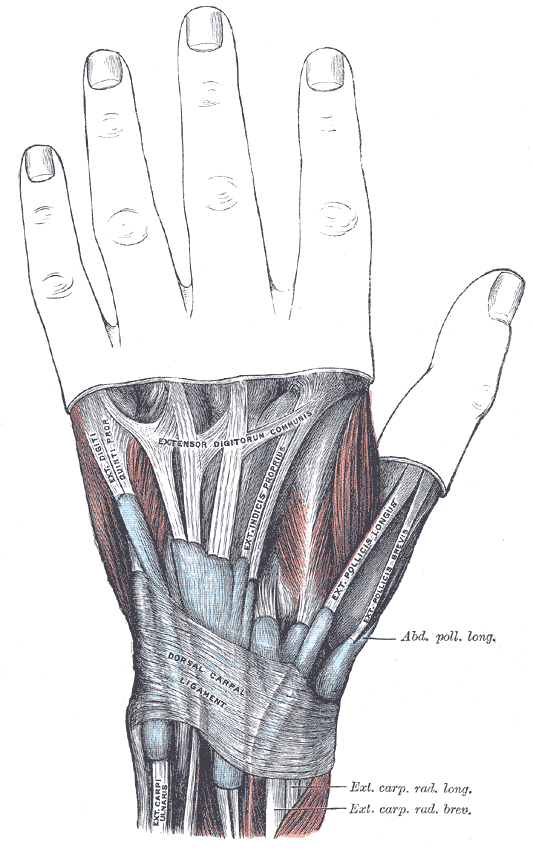
Ilustrace

Ruka (lat. manus) je od trupu nejdistálnější (nejvzdálenější) oddíl horní končetiny lidského těla,[zdroj⁠?!] který umožňuje interakci jedince s okolím a manipulaci s předměty. Základním projevem ruky je schopnost úchopu umožněná díky palci protistojnému oproti ostatním prstům.
V běžném jazyce se rukou rozumí primárně celá horní končetina lidského těla. 
Ruka se skládá ze zápěstí a pěti prstů. V základním anatomickém postavení směřují dlaně ventrálně (dopředu).
Většina lidí používá častěji pravou ruku a těmto lidem se říká praváci. Málo lidí používá častěji levou ruku a těmto lidem se říká leváci. Přednostní užívání levé nebo pravé ruky je jednou z dimenzí laterality.